# Corvallis (Oregon)
Corvallis is een plaats (city) in de Amerikaanse staat Oregon, en valt bestuurlijk gezien onder Benton County. In Corvallis is de Oregon State University (OSU) gevestigd met circa 19.000 studenten en circa 2.900 medewerkers.

## Demografie
Bij de volkstelling in 2000 werd het aantal inwoners vastgesteld op 49.322. In 2006 is het aantal inwoners door het United States Census Bureau geschat op 49.807, een stijging van 485 (1,0%).

## Geografie
Volgens het United States Census Bureau beslaat de plaats een oppervlakte van 35,6 km², waarvan 35,2 km² land en 0,4 km² water. Corvallis ligt op ongeveer 71 m boven zeeniveau.

## Plaatsen in de nabije omgeving
De onderstaande figuur toont nabijgelegen plaatsen in een straal van 20 km rond Corvallis.

## Geboren
- Carl Wieman (1951), natuurkundige en Nobelprijswinnaar (2001)